# نظام تدريب ذكي
نظام تدريب ذكي (بالإنجليزية: An intelligent tutoring system (ITS))‏ برمجية حاسوبية تهدف لتقديم تعليمات مباشرة ملائمة أو تغذية ارتجاعية للمتعلم، دون تدخل بشري غالباً.
وتشترك نظم التدريب الذكية بهدف تمكين المتعلم بطرق فعالة ذات مغزى باستخدام تقنيات حاسوبية متنوعة. ويوجد نماذج كثيرة من هذه النظم التدريبية سواء في التعليم الرسمي أو المهني